# Philip Boedoro
Philip Boedoro (ur. 21 maja 1958 w Port Vila) – vanuacki polityk, przewodniczący parlamentu, tymczasowy prezydent Vanuatu w roku 2014.

## Życiorys
Przed zaangażowaniem się w politykę pracował jako ochroniarz i oficer policji. W 2002 po raz pierwszy wybrany w skład parlamentu z ramienia lewicowej Vanua’aku Pati, uzyskiwał reelekcję w latach 2004, 2008 i 2012. Od 2002 do 2004 sprawował urząd ministra reform ekonomicznych w rządzie Edwarda Natapei. Od 6 kwietnia 2013 do 15 czerwca 2015 pełnił funkcję prezydenta parlamentu. Z urzędu objął stanowisko tymczasowego prezydenta po zakończeniu kadencji Iolu Abila 2 września 2014; po dwudziestu dniach zastąpił go nowo wybrany prezydent Baldwin Lonsdale.